# Christophe Kempé
Christophe Kempe (Aubervilliers, Francia, 2 de mayo de 1975) fue un jugador de balonmano francés que jugaba como pivote. Fue uno de los componentes de la selección de balonmano de su país, con la que disputó 177 partidos internacionales, en los que ha anotó un total de 267 goles, debutando en diciembre de 1996 en un partido amistoso contra la selección de Argelia.
Formado en las categorías inferiores del HBC L'Isle Adam, fichó a los 17 años por el PSG-Asnières de la primera división gala. Su progresión le llevaría a ser convocado por Daniel Constantini para la selección francesa, si bien la presencia de Guéric Kervadec y la posterior irrupción de Bertrand Gille le imposibilitaron una mayor continuidad.
Tras tres años en Toulouse, ficharía en 1999 por el Club Deportivo Bidasoa, en la que era su primera experiencia fuera de Francia. Sin embargo, su rendimiento en Irún fue bastante irregular no logrando triunfar en la Liga ASOBAL y regresando al Toulouse HB dos temporadas después, donde permanecería hasta su retirada en 2010. 
Sus prestaciones en Toulouse mejoraron siendo convocado por el seleccionador francés Claude Onesta para todos los campeonatos internacionales que disputó Francia entre 2003 y 2009, asumiendo un rol secundario en la rotación francesa siempre a la sombra de Bertrand Gille

## Equipos
- PSG-Asnières (1992-1995)
- USAM Nîmes (1995-1996)
- Toulouse HB (1996-1999)
- Club Deportivo Bidasoa (1999-2001)
- Toulouse HB (2001-2010)

## Palmarés
- Copa de Francia  1998

## Méritos y distinciones
- Caballero de la Legión de Honor.